# Улан-Удэ — Заиграево — Кижинга — Хоринск
Автодоро́га Улан-Удэ́ — Заигра́ево — Кижинга́ — Хо́ринск — автомобильная дорога общего пользования регионального значения Республики Бурятия. Длина — 223 км.

## География
Проходит по территории городского округа Улан-Удэ (22 км), Заиграевского (114 км), Кижингинского (75 км) и Хоринского (12 км) районов Бурятии. Начинается в Октябрьском районе города Улан-Удэ в месте соединения улицы Пищевой, Спиртзаводской трассы и улицы Бограда направлением на северо-восток. Первоначально идёт как улица Бограда, тянущаяся вдоль южного края Транссибирской магистрали в микрорайонах Южный и Птицевод до станции Тальцы на левобережье реки Уды. Далее автодорога принимает название Заиграевское шоссе. В пгт Онохой пересекает Транссиб и вдоль левого берега реки Брянки идёт на юго-восток. В 12 км от Онохоя отходит на восток от Заиграевского шоссе, пересекает реку Брянку, где на правом берегу к автотрассе примыкает региональная автодорога 03К-012 (часть Верхнеталецкого тракта, идущего от Заиграева до Хоринска вдоль левого берега Уды). Далее от пгт Заиграево автодорога продолжается как Кижингинский тракт, проходя вдоль правого берега реки Ильки. От села Новоильинск автодорога меняет направление на восточное до села Кижинга, от которого поворачивает на север и по левому берегу реки Худан идёт к Хоринску, близ которого пересекает Худан у его впадения в Уду. В юго-западной части села Хоринск, между Хоринским РЭС и левобережным кварталом Зауда соединяется с региональной автодорогой Р436 Улан-Удэ — Романовка — Чита.

## История
Ремонт автодороги в 2020-х годах производится в рамках Национального проекта «Безопасные качественные автомобильные дороги»
(Осипов Л. П. 2020, С. 25).

## Маршрут
(километраж может отличаться от установленного на трассе)

(в скобках — расстояние до центра населённого пункта)
Городской округ Улан-Удэ
- 0 км — соединение улиц Пищевая, Бограда и Спиртзаводской трассы
- 1-й км — микрорайон Южный
- 3-й км — микрорайон Птицевод (справа)
- 4-й км — АЗС (справа), о. п. Грузовой Двор станции Тальцы на Транссибе (слева)
- 7-й км — микрорайон Тальцы, вокзал станции Тальцы (слева)
- 15-й км — отворот направо к посёлку Сосновый Бор (2 км)
- 16-й км — отворот налево через ж/д переезд в посёлок Нижние Тальцы, отворот направо к посёлку Звёздный
- 22-й км — граница городского округа Улан-Удэ и Заиграевского района

Заиграевский район
- 22-й км — отворот направо в посёлок Онохой-3 (пгт Онохой)
- 27-й км — центральная часть посёлка городского типа Онохой, станция Онохой (слева), АЗС (справа)
- 28-й км — пересечение с Транссибирской магистралью (переезд)
- 29-30-й км — улица Трактовая посёлка Онохой
- 31-й км — АЗС, слева
- 33-й км — Блок-пост имени Серова (слева), отворот налево к селу Усть-Брянь (2,5 км)
- 38-й км — СНТ «Локомотив», остановочный пункт ВСЖД (справа)
- 41-й км — отворот Заиграевского шоссе направо от автодороги 03К-010 на переезд у о. п. 5960 км; далее шоссе следует параллельно автодороге 03К-010 по другой стороне Транссиба
- 42-й км — мост через реку Брянку
- 44-й км — примыкание слева автодороги 03К-012, части Верхнеталецкого тракта
- 50-й км — заречная (правобережная) часть пгт Заиграево, начало Кижингинского тракта
- 62-й км — отворот направо к посёлку Челутай
- 71-й км — улус Шэнэ-Буса (справа)
- 73-й км — отворот направо к селу Илька (1 км)
- 88-й км — село Новоильинск, АЗС (справа)
- 89-й км — ответвление направо (на юг) автодороги регионального значения Бурятии 03К-013 Новоильинск — Кика — Горхон — граница с Забайкальским краем
- 100-й км — село Ташелан (справа)
- 114-й км — улус Нарын (справа)
- 130-й км — улус Тарбагатай (справа)
- 133-й км — отворот направо к посёлку Хара-Кутул (1 км)
- 136-й км — граница Заиграевского и Кижингинского районов

Кижингинский район
- 143-й км — отворот направо на упразднённый в 2007 году посёлок Ехэ-Горхон (2 км)
- 161-й км — отворот налево на улус Орот (9 км)
- 171-й км — отворот налево к Кижингинскому дацану (1 км)
- 173-й км — примыкание справа автодороги местного значения 03К-021 Ушхайта — Новокижингинск — граница с Забайкальским краем
- 176-й км — улус Ушхайта
- 179-й км — АЗС, село Кижинга, улица Советская
- 183-й км — центр села Кижинга; перекрёсток, направо — автодорога Кижинга — Сулхара — Гыршелун, прямо — улица Советская и далее автодорога Кижинга — Хуртэй, налево Трактовая улица и далее на Хоринск
- 184-й км — АЗС, слева
- 201-й км — улус Усть-Орот
- 209-й км — улус Кодунский Станок
- 214-й км — граница Кижингинского и Хоринского районов

Хоринский район
- 219-й км — примыкание слева Верхнеталецкого тракта
- 220-й км — мост через реку Худан
- 224-й км — село Хоринск (Хоринский РЭС), соединение с региональной автомагистралью Р436 Улан-Удэ — Романовка — Чита

## Роль автодороги в развитие региона
Исследователи из Бурятского государственного университета имени Доржи Банзарова Ю. Б. Смирнова и Д. Н. Родионова выделили роль автодороги в
стратегическом планировании социально-экономического развития в долгосрочной перспективе Заиграевского района (Смирнова Ю. Б., Родионова Д. Н. 2021).